# Mel·lífer sobri
El mel·lífer sobri (Myzomela blasii) és un ocell de la família dels melifàgids (Meliphagidae).

## Hàbitat i distribució
Habita boscos de les Moluques meridionals, a les illes Seram i Ambon.